# Edgar Mortiz
Edgar "Bobot" Mortiz es un cantante y actor de cine y televisión filipino nacido el 8 de septiembre de 1954 en Ciudad Quezón. Fue campeón de la 13° semana de búsqueda de talentos de la red, "Tawag ng Tanghalan", presentado por Pugo y Patsy (ambos fallecidos). Él fue socio inmejorable de Vilma Santos. En agosto de 1970, la red puso en marcha un programa de variedades de adolescentes, "Sensaciones" D "", protagonizada por Mortiz, Santos, Mallari Romy, Perla Adea, Fabon Esperanza, Lozada Ike y compañía. Él recordó: "Fue la ASAP" de su tiempo. Emitido a las 5 p. m., se batia en concurso del "Superstar", organizado por Nora y Eddie. Él dio crédito a finales como actor y director junto a Tony Santos padre del éxito de Sensaciones "D" ":Que era aquella época el cerebro de la fama de Nora y las estrellas adolescentes de otros. Está casado con Millette Santos (nacida en 1960, su hermana-en-ley de Charo Santos-Concio) desde el 3 de abril de 1977, con 4 hijos: Frasco (nacido en 1979), Badjie (nacido en 1980), Calin (nacido en 1982) y Camille (n. 1983).

## Filmografía

### Películas
- My Darling Eddie (1969)
- Oh, Delilah (1969)
- The Jukebox King (1969)
- Karate Showdown (1969)
- Drakulita (1969)
- Young Love (1970)
- Teenage Jamboree (1970)
- Songs and Lovers (1970)
- Renee Rose (1970)
- My Pledge of Love (1970)
- My Beloved (1970)
- Mga Batang Bangketa (1970)
- Love Is for the Two of Us (1970)
- I Love You Honey (1970)
- From the Bottom of My Heart (1970)
- Baby Vi (1970)
- Love Letters (1970)
- The Wonderful World of Music (1971)
- The Sensations (1971)
- The Young Idols (1972)
- Sweethearts (1972)
- Sixteen (1972)
- Leron-Leron Sinta (1972)
- Edgar Love Vilma - Edgar (1972)
- Don't Ever Say Goodbye (1972)
- Dama de Noche (1972)
- Anak ng Aswang (1973)
- Because You Are Mine (1973)
- Kampanerang Kuba - Father Aragon (1973)
- Zoom, Zoom, Superman! - The Jewel Chief (1973)
- Darna and the Giants - Taong Bayan (1974)
- Pinoy Crazy Boys (1974)
- 7 Crazy Dragons (1974)
- Karugtong ang Kahapon (1975)
- Daigdig ng Lagim (1976)
- John en Marsha '77 - Chauffer (1977)
- Gabi ng Lagim Ngayon - Robert (1980)
- Taga sa Panahon (1980)
- Pabling (1981)
- My Juan en Only (1982)
- Bad Bananas sa Puting Tabing (1983)
- The Untouchable Family (1987)
- Pempe ni Sara at Pen (1992)
- Ikaw ang Miss Universe ng Buhay Ko (1994)
- Geron Olivar (1993)
- Mancao (1994)
- Pare Ko - Noel (1995)
- Rollerboys - Pepito (1995)
- Baliktaran: Si Ace at si Daisy (2001)
- Crying Ladies - Mang Gusting (2003)

### Director de cine
- Isa, Dalawa, Takbo (1996)

### Escritor de Cine
- Agent X44 (2007)

### TV Series
- D' Sensations (1970–1972; ABS-CBN)
- Santos-Mortiz & Associates (1974; KBS 9)
- People (1975–1978; IBC 13)
- Goin' Bananas (1981–1991; ABS-CBN)
- Arriba! Arriba! - Sodi Arriba (2000–2003; ABS-CBN)
- All Together Now (2003; GMA Network)
- Basta't Kasama Kita (2003–2004; ABS-CBN)
- Kampanerang Kuba - Father Aragon (2005; ABS-CBN)

### Director de televisión
- Tropang Trumpo (1992–1998; ABC 5)
- Magandang Tanghali Bayan (1998–2003; ABS-CBN)
- Masayang Tanghali Bayan (2003; ABS-CBN)
- Goin' Bulilit (2005–present)
- Mga Anghel na Walang Langit (2005; ABS-CBN)
- Let's Go (2006–2007; ABS-CBN)

## Discografía

### Álbumes del estudio
- Mi Promesa de Amor (Vicor Music Corporation)
- Alaala Pagbabalik ang (Vicor Music Corporation)
- Simplemente Lo Mejor (Vicor Music Corporation)

Personas * (Vicor Music Corporation)

### Álbum recopilatorio
- Edgar Mortiz (Vicor Music Corporation)

## Singles
- Mi promesa de amor
- ¿Quién soy yo para ti?
- Rosas
- Mi deseo Tonto
- Eres Mi Sueño
- Pájaro Azul
- Solo Otra Danza
- En La Esquina
- El amor que yo tengo es tuyo
- ¿Qué he hecho yo
- I'll Never Cambio
- Por favor, dame tu corazón
- Oh (Dios) ¿Cuánto te quiero
- Amor a primera vista
- I'm A Fool To Want You
- Precious Moments
- A Time For Us
- Vilma
- ¿Por qué nací
- Usted significa todo
- Cartas de Amor
- Porque eres mía
- Ama sido bueno para mí
- Caminar con fe en su corazón
- Alaalang Nagbabalik
- Mo Kung Batid Lamang
- Mahal Kita
- Larawan Mo
- Giliw tanging Ikaw
- Dama de Noche
- Kwintas Mo Ng, Giliw
- Mahal Ang Ko'y Ikaw Lamang
- Ang Pag-Ko ibig
- Sa Awit Bukid
- Saan Ka Naroroon hombre
- Alaala
- Personas
- Retrato De Mi Amor
- Verboten
- El doce de Nunca
- My Love Forgive Me
- No One But You
- ¿Verdad?
- I Think I Love You
- Puente sobre aguas turbulentas
- Mamá Mamá

Noche Lonely
- Hear My Plea (Señor O)